# The Range Riders
The Range Riders est un film muet américain réalisé par Francis Boggs et Otis Turner et sorti en 1910.

## Fiche technique
- Titre : The Range Riders
- Réalisation : Francis Boggs, Otis Turner
- Producteur : William Selig
- Pays d'origine :  États-Unis
- Genre : Western, Thriller
- Dates de sortie : 
  -  États-Unis : 9 juin 1910

## Distribution
- Tom Mix
- Myrtle Stedman
- William V. Mong